# دیک فاوس
دیک فاوس (انگلیسی: Dick Foss; ۲۸ نوامبر ۱۹۱۲ – ۳ اوت ۱۹۹۵) بازیکن فوتبال اهل بریتانیا بود.
از باشگاه‌هایی که در آن بازی کرده‌است می‌توان به باشگاه فوتبال چلسی اشاره کرد.